# Marion Jones (tenista)
Marion Jones Farquhar (2 de noviembre de 1879 - 14 de marzo de 1965) fue la primera tenista estadounidense que compitió en el torneo londinense de Wimbledon, en 1900, cayendo en la ronda de cuartos de final.
Jones se convirtió en la primera californiana en alcanzar las finales del Campeonato Americano femenino en 1898, volviendo al siguiente año para llevarse el título. Lograría ganar dicho campeonato de nuevo en 1902 y el subcampeonato, en 1903. Jones finalizaría su participación histórica en esta competición con diecisiete victorias y solo tres derrotas.
En los Juegos Olímpicos de París 1900, ganó dos medallas de bronce para su país en las modalidades de individuales y de dobles.
En la competición de dobles, la tenista ganó el torneo nacional estadounidense en la modalidad de mixto, en 1901, y en femenino, en 1902.
En 2006, Marion Jones Farquhar fue elegida miembro del Salón Internacional de la Fama del Tenis.